# Ernst Kaufmann (Radsportler)

Ernst Kaufmann (l.) mit Christel Rode

Ernst Kaufmann, auch Ernest Kauffmann (* 9. Juni 1895 in Bellikon, Kanton Aargau; † 20. Dezember 1943 ebenda), war ein Schweizer Radrennfahrer. 1925 wurde er Weltmeister im Sprint der Profis in Amsterdam.

## Sportliche Laufbahn
Ernst Kaufmann war einer der international besten Sprinter in der Zeit nach dem Ersten Weltkrieg. Er startete seine Rennfahrerkarriere 1912 als Amateur in der Schweiz, ging aber alsbald ins Ausland, da er sich in der Schweiz mangels ebenbürtiger Gegner nicht weiterentwickeln konnte. In den folgenden Jahren errang er 21 Schweizer Meistertitel auf Bahn und Strasse. Sein erster nationaler Titelgewinn gilt als Besonderheit des Radsportes in der Schweiz. Als er am 12. August 1912 an den Start des Meisterschaftsrennens ging, hatte er bislang noch keinen Wettkampf auf einer Radrennbahn bestritten. Diese Meisterschaft gewann er jedoch auf Anhieb.
1913 startete Kaufmann erstmals, noch als Amateur, auf der Bahn des Deutschen Stadions in Berlin bei Bahnweltmeisterschaften 1925 wurde er Weltmeister bei den Profis, anschliessend ging er in die USA, wo er als Ernest Kauffmann 13 von 21 Rennen gewann. Während seiner gesamten aktiven Laufbahn, die 20 Jahre lang dauerte, gewann Kaufmann rund 800 Rennen, darunter zweimal den renommierten Sprinterpreis Grand Prix de Paris. 1919 und 1920 gewann er den Gran Premio della U.V.I. des italienischen Radsportverbandes. 1921 gewann er vor einer Rekordkulisse von 31'000 Zuschauern im Deutschen Stadion den Grossen Preis von Berlin. Den Grand Prix Amsterdam gewann er ebenfalls 1921. 1921 bis 1924 gewann er den Großen Preis von Berlin. Den Grand Prix de la République gewann er 1925 und 1928. Den Grand Prix Turin, einen der ältesten Wettbewerbe im Bahnradsport, gewann er 1921, 1922 und 1927. Den Grand Prix de l’UCI in Paris gewann er 1921, 1925 den Grand Prix du Conseil municipal de la ville de Paris.
Im Jahr 1923 verfasste Kaufmann (mit Unterstützung von Fredy Budzinski) zudem das Buch Der Radrennsport. Fliegerrennen.
1932 zog sich Kaufmann aus seiner aktiven Karriere als Rennfahrer zurück. Er konstruierte Räder, arbeitete als Vertreter für Fahrradfirmen und fungierte zwei Jahre lang auch als Leiter der Radrennbahn in Zürich-Oerlikon. Kurz vor Weihnachten 1943 erlag Kaufmann einem Nierenleiden.